# ボルジョミ渓谷
ボルジョミ渓谷（グルジア語: ბორჯომის ხეობა、グルジア語ラテン翻字: Borjomis Kheoba）は、ジョージア中央部を流れるムツクヴァリ川が形成する渓谷。この渓谷は小コーカサス山脈の中西部を南北に切り裂くように流れ、渓谷の西側がメスヘティ山脈の東端、渓谷の東側がトリアレティ山脈の西端となっている。ボルジョミ渓谷の大部分はオーク、カエデ、ブナ、トウヒ、モミ、マツからなる広葉樹・針葉樹の混交林に覆われている。ボルジョミ＝ハラガウリ国立公園の大部分がボルジョミ渓谷内にあり、リカニやボルジョミの町も渓谷内に位置している。またバクー・トビリシ・ジェイハンパイプラインの一部は渓谷内を通過している。